# 回龙镇 (汉川市)
回龙镇，是中华人民共和国湖北省孝感市汉川市下辖的一个乡镇级行政单位。

## 行政区划
回龙镇下辖以下地区：
回龙社区、杨占村、三元村、鲁台村、杜庙村、池口村、茶棚村、新桥村、回龙村、金家会村、汤湾村、王垸村、玉皇阁村、桂花树村、均垸村、汪阳村、马城台村、螺蛳村和皂港村。